# FK Veles Moscou
Pour les articles homonymes, voir Veles.
Maillots
Actualités
Le Futbolny klub Veles, plus couramment appelé Veles Moscou (en russe : «Велес» Москва), est un club de football russe basé à Moscou et fondé en 2016. 
Il évolue en troisième division russe depuis la saison 2023-2024.

## Histoire
Fondé en 2016, le Veles est un club privé créé sur la base de l'école de football Savelovkaïa et s'affiche par une politique d'ouverture et de transparence dans sa gestion,. Il évolue dans un premier temps au sein de la quatrième division, terminant deuxième du groupe de la ville de Moscou la même année derrière le Troïtsk. Il obtient par la suite une licence professionnelle et intègre la troisième division lors de la saison 2017-2018.
Ambitionnant une accession au deuxième échelon dès l'été 2018, le club échoue cependant à cet objectif en ne terminant que quatrième du groupe Ouest à quinze points du Tchertanovo Moscou. Il termine ensuite troisième la saison suivante à six points du Tekstilchtchik Ivanovo. Le Veles termine finalement vainqueur du groupe à l'issue de l'exercice 2019-2020 et monte dans la foulée en deuxième division.
Pour ses débuts à cet échelon, l'équipe connaît une très bonne première partie de saison qui lui permet de se classer solidement dans le haut du classement en sixième position au moment de la trêve hivernale, à quatre points du premier barragiste,. Elle échoue cependant à poursuivre sur cette dynamique par la suite et termine finalement huitième au terme de l'exercice.
Perdant notamment son entraîneur Alekseï Stoukalov, parti au FK Oufa, ainsi qu'une partie de ses meilleurs joueurs à l'aube de l'exercice 2021-2022, au point d'être vu comme un potentiel candidat à la descente, le Veles parvient malgré tout à se maintenir dans le milieu de classement lors de la première partie de saison.

## Bilan sportif

### Palmarès
- Championnat de Russie de D3
  - Vainqueur de la zone Ouest : 2020.

### Bilan par saison
| Saison    | Championnat | Championnat | Championnat | Championnat | Championnat | Championnat | Championnat | Championnat | Championnat | Championnat | Coupe de Russie  |
| Saison    | Division    | Pos         | Pts         | J           | V           | N           | D           | BP          | BC          | Diff        | Coupe de Russie  |
| --------- | ----------- | ----------- | ----------- | ----------- | ----------- | ----------- | ----------- | ----------- | ----------- | ----------- | ---------------- |
| 2016      | 4e Moscou   | 2e          | 65          | 28          | 19          | 8           | 1           | 81          | 19          | +62         | —                |
| 2017-2018 | 3e Ouest    | 4e          | 46          | 26          | 14          | 4           | 8           | 46          | 32          | +14         | 128es de finale  |
| 2018-2019 | 3e Ouest    | 3e          | 49          | 24          | 15          | 4           | 5           | 44          | 18          | +26         | 128es de finale  |
| 2019-2020 | 3e Ouest    | 1er         | 36          | 16          | 11          | 3           | 2           | 34          | 13          | +21         | 32es de finale   |
| 2020-2021 | 2e          | 8e          | 66          | 42          | 18          | 12          | 12          | 54          | 46          | +8          | Phase de groupes |
| 2021-2022 | 2e          | 13e         | 48          | 38          | 14          | 6           | 18          | 45          | 48          | -3          | Phase de groupes |
| 2022-2023 | 2e          | 5e          | 50          | 34          | 13          | 11          | 10          | 42          | 38          | +4          | 32es de finale   |
| 2023-2024 | 3e Or       | 5e          | 24          | 18          | 6           | 6           | 6           | 16          | 21          | -5          | 64es de finale   |

Légende
- Promotion en division supérieure
- Relégation en division inférieure

## Entraîneurs
- Sergueï Lapchine (février 2016-janvier 2019)
- Alekseï Stoukalov (janvier 2019-avril 2021)
- Dmitri Bezniak (intérim) (avril 2021-mai 2021)
- Artiom Koulikov (juin 2021-novembre 2021)
- Denis Bouchouïev (décembre 2021-avril 2022)
- Sergueï Petrenko (avril 2022-juin 2022)
- Mikhaïl Salnikov (juin 2022-août 2022)
- Artiom Koulikov (depuis août 2022)

## Historique du logo

2016-2020
depuis 2020